# Brachycoryne
Brachycoryne là một chi bướm ngày thuộc họ Bướm nâu.